# Redemption Process
Redemption Process – czwarty album francuskiej grupy black metalowej Anorexia Nervosa.

## Lista utworów
1. The Shining – 05:29
2. Antinferno – 06:47
3. Sister September – 06:33
4. Worship Manifesto – 05:29
5. Codex-Veritas – 07:07
6. An Amen – 07:28
7. The Sacrament – 06:41

## Wykonawcy
- Pierre Couquet – gitara basowa
- Nilcas Vant – perkusja
- Stéphane Bayle – gitara
- Neb Xort – klawisze
- Nicolas Saint-Morand – wokal